# Cmentarz wojenny w Stawiszczach
Cmentarz wojenny w Stawiszczach – cmentarz z I wojny światowej znajdujący się w miejscowości Stawiszcze w gminie Sieradz.
Cmentarz znajduje przy drodze krajowej nr 12 pomiędzy Sieradzem, a Zduńską Wolą. Położony jest bezpośrednio za rowem przydrożnym.
Na cmentarzu jest pochowanych 16 żołnierzy w pojedynczym grobie zbiorowym poległych 20 listopada 1914 roku:
- 15 Niemców m.in. z 349, 354 i 437 rezerwowego Pułku Piechoty,
- 1 Rosjanin.